# Centrum Sztuki Dziecka w Poznaniu
Centrum Sztuki Dziecka w Poznaniu – instytucja kultury, działająca od 1984 w Poznaniu. Głównym celem centrum jest inspirowanie profesjonalnej twórczości dla dzieci i młodzieży, promocja nowych wartościowych zjawisk artystycznych, popularyzacja i wspieranie rozwoju nowych metod edukacji kulturalnej młodego pokolenia, dokumentacja i wymiana informacji dotyczących zdarzeń artystycznych, instytucji i osób związanych ze sztuką dla dzieci.
Od początku swojego istnienia Centrum Sztuki Dziecka w Poznaniu wyróżnia się wśród instytucji publicznych w Polsce działaniami związanymi z twórczością dla dzieci i młodzieży na tak wielu obszarach i w sposób tak interdyscyplinarny. Od momentu powołania Centrum działa zarówno na poziomie lokalnym, ogólnokrajowym, jak i międzynarodowym.
Centrum ma swoją siedzibę w Zamku Cesarskim. Od października 2022 roku rolę dyrektorki Centrum Sztuki Dziecka w Poznaniu sprawuje Joanna Żygowska.

## Historia
Instytucja została powołana w 1984 przez Ministra Kultury i Sztuki jako Ogólnopolski Ośrodek Sztuki dla Dzieci i Młodzieży, ale idea jej powstania sięga jeszcze lat 60., kiedy Poznań dzięki Przeglądowi Polskich Współczesnych Sztuk Lalkowych “Konfrontacje” oraz Przeglądom Filmów dla Dzieci stał się miejscem spotkań artystów tworzących dla dzieci, instruktorów, pedagogów, naukowców i krytyków działających w polu sztuki dla dziecka. W 1973 roku wspomniane wydarzenia przerodziły się w festiwal pod nazwą Biennale Sztuki dla Dziecka.
Już wtedy narodziła się potrzeba stworzenia instytucji, która stanowiłaby bazę organizacyjną Biennale oraz zajmowała się sztuką dla najmłodszych w sposób systematyczny i ciągły. Myśl doczekała się realizacji jedenaście lat później, a Ogólnopolski Ośrodek Sztuki dla Dzieci i Młodzieży pod dyrekcją Macieja Olejniczaka stał się miejscem promocji sztuki oraz konfrontacji dzieł i poglądów, pozyskując szeroki krąg współpracujących twórców i pedagogów.
W roku 1991 dyrektorem Ośrodka został Jerzy Moszkowicz i funkcję tę pełnił do roku 2022. Sytuacja przemian ustrojowych i ekonomicznych wywołała potrzebę zmiany profilu działania instytucji. Ważne miejsce w programie zaczęły zajmować warsztaty twórcze oparte na aktywności dzieci.
W latach 1993–1996 Ośrodek był prowadzony przez Województwo Poznańskie, a od 1996 roku rozpoczął działalność jako instytucja kultury, której organizatorem jest miasto Poznań.
W 1999 Ogólnopolski Ośrodek Sztuki dla Dzieci i Młodzieży zmienił nazwę na Centrum Sztuki Dziecka w Poznaniu.
Od 2013 Centrum jest współgospodarzem Sceny Wspólnej przy ul. Brandsteattera 1 w Poznaniu razem ze Szkołą Podstawową nr 83 „Łejery” im. Emilii Waśniowskiej. Szkoła także prowadzi tam stałą działalność artystyczną.
W 2022 roku dyrektorką Centrum Sztuki Dziecka w Poznaniu w drodze konkursu została Joanna Żygowska.

## Działalność
Festiwale:
- Biennale Sztuki dla Dziecka[4][10][11]- interdyscyplinarny festiwal sztuki dla dzieci
- Międzynarodowy Festiwal Filmów Młodego Widza Ale Kino![12][13] – pierwszy polski festiwal filmów dla dzieci i młodzieży
- Wędrujące Ale Kino![14] – objazdowa wersja festiwalu, realizowana w mniejszych miejscowościach
- Ale Kino! z klasą[15] – portal z filmami krótkometrażowymi i materiałami edukacyjnymi
- Ogólnopolski Przegląd Filmów Animowanych Tworzonych przez Dzieci OKO KALEJDOSKOPU[16] – konkurs na najlepszy film animowany tworzony przez dzieci połączony z pokazem filmów oraz warsztatami

Działania wspierające środowisko związane z twórczością dla młodych:
- Obserwatorium Sztuki dla Dziecka[17] – platforma spotkań, rozmów i interdyscyplinarnego namysłu nad twórczością dla dzieci towarzysząca Biennale Sztuki dla Dziecka
- Forum o sztukach performatywnych dla młodej widowni[18] – przestrzeń do spotkania polskiego i międzynarodowego środowiska osób działających w obszarze sztuk performatywnych dla dzieci i młodzieży
- Ale Kino! Pro – Krytyka i Edukacja[19] – wydarzenie branżowe, które wspiera rozwój polskiego kina dla dzieci i młodzieży
- Konkurs na Sztukę Teatralną dla Dzieci i Młodzieży[20] – działanie mające na celu poszukiwanie nowych, wartościowych sztuk teatralnych, wcześniej niepublikowanych oraz nieposiadających swoich realizacji, skierowanych do dzieci lub młodzieży
- Program pisarski[21] – kompleksowe wsparcie w rozwoju pisarskim dla autorów i autorek dramatów dla dzieci i młodzieży
- Otwarte warsztaty dramatopisarskie[22] – wydarzenie wspierające rozwój twórczy osób piszących sztuki oraz teksty dla dzieci i młodzieży

Działania skierowane do lokalnych widowni:
- Scena Wspólna[23] – wydarzenia odbywające się przez cały rok przy ul. Brandsteattera 1: spektakle, filmy, działania warsztatowe oraz cykl Roztańczone Rodziny[24][25]

Działalność wydawnicza:
- Nowe Sztuki dla Dzieci i Młodzieży[26] – seria wydawnicza, której celem jest prezentowanie utworów dramatycznych rodzimych i zagranicznych autorów i autorek, serii towarzyszy internetowy katalog nowesztuki.pl[27]
- Sztuka i Dziecko – cykl wydawniczy publikowany przez Centrum Sztuki Dziecka w Poznaniu od lat 80. o tematyce związanej z kolejnymi edycjami Biennale Sztuki dla Dziecka[28]